# 12 Batalion Celny
12 Batalion Celny – jednostka organizacyjna formacji granicznych II Rzeczypospolitej.

## Formowanie i zmiany organizacyjne
Na podstawie rozkazu Ministra Spraw Wojskowych nr 3046/Org z dnia 24 marca 1921 w miejsce batalionów wartowniczych i batalionów etapowych utworzone zostały bataliony celne. 12 batalion celny powstał w granicach DOG Lwów, a zorganizowano go na bazie 3/VI batalionu wartowniczego. Etat batalionu wynosił 14 oficerów i 600 szeregowych. Podlegał Komendzie Głównej Batalionów Celnych, a pod względem politycznym Ministrowi Spraw Wewnętrznych.
Mimo że batalion był w całym tego słowa znaczeniu oddziałem wojskowym, nie wchodził on w skład pokojowego etatu armii. Uniemożliwiało to uzupełnianie z normalnego poboru rekruta. Ministerstwo Spraw Wojskowych zarówno przy ich formowaniu, jak i uzupełnianiu przydzielało mu często żołnierzy podlegających zwolnieniu, oficerów rezerwy oraz szeregowców i oficerów zakwalifikowanych przez dowództwa okręgów generalnych jako nie nadających się do dalszej służby wojskowej. Po sformowaniu dowództwo batalionu stacjonowało w Stryju, a sztaby kompanii w Oporcu, Siankach,Ludwikówce i Świętosławiu. W sierpniu 1921 4 kompania zluzowała 1 kompanię, a 1 kompania we wrześniu przeszła na miejsce 3 kompanii, a kompania 3 do Sianek na miejsce 2 kompanii. sztab 2 kompanii zajął kwatery w Ticholce.
W listopadzie 1921 Ministerstwo Spraw Wewnętrznych postanowiło powołać brygady celne. 12 batalion celny znalazł się w strukturze 4 Brygady Celnej. Z początkiem 1922 został rozwiązany stacjonujący w Chojnicach 20 batalion celny. 3 kompania celna rozwiązanego batalionu początkowo miała wejść w struktury 9 batalionu celnego stacjonującego w Oświęcimiu. Ostatecznie rozkaz zmieniono i przydzielono kompanię do 12 batalionu celnego . W lutym  1922 4 kompania była "w drodze" do Lubkowa, a 1 kompania celna była luzowana przez 19 batalion celny. 1 kwietnia 1 kompania odbywała przeszkolenie graniczne w Drohobyczu, a 4 kompania celna przeszła do Maniowa.  
W czerwcu 1922 do Drohobycza przeniosło się dowództwo batalionu i 3 kompania. 12 batalion celny został zluzowany i zakończył służbę graniczną 30 lipca 1922 o godzinie 12:00.  W sierpniu został przeznaczony do wzmocnienia granicy wschodniej i przegrupowany z Drohobycza do Stołpców do dyspozycji Wojewody Nowogródzkiego. Obsadził odcinek 4 kompanii celnej 32 batalionu celnego i 3 kompanii 2 batalionu celnego. Była to część powiatu stołpeckiego od placówki „Zagajna” do Tryszkowszczyzny. Na miejsce postoju dowództwa wyznaczono Rubieżewicze . Ostatni meldunek dyslokacyjny batalionu z października 1922 umiejscawiał sztab batalionu w Rubieżewiczach, a 3 kompanię celną w rezerwie.
Wykonując postanowienia uchwały Rady Ministrów z 23 maja 1922, Minister Spraw Wewnętrznych rozkazem z 9 listopada 1922 zmienił nazwę „Baony Celne” na „Straż Graniczna”. Wprowadził jednocześnie w formacji nową organizację wewnętrzną. 12 batalion celny przemianowany został na 12 batalion Straży Granicznej.

## Służba celna
Odcinek batalionowy podzielony był na cztery pododcinki, które obsadzały kompanie wystawiające posterunki i patrole. Posterunki wystawiano wzdłuż linii granicznej w taki sposób, by mogły się nawzajem widzieć w dzień. W tym zakresie batalion współpracował z posterunkami i patrolami Policji Państwowej. Współpraca polegała na tym, że te pierwsze wystawiały wzdłuż linii granicznej stale posterunki i patrole, natomiast policja tworzyła je w głębi strefy, poza linią graniczną. W zakresie ochrony granicy batalion podlegał staroście.
Sąsiednie bataliony
- 6 batalion celny w Sanoku ⇔ 10 batalion celny w Kołomyi – VI 1921[13]

## Kadra batalionu
Dowódcy batalionu
| stopień | imię i nazwisko  | okres pełnienia służby | kolejne stanowisko |
| ------- | ---------------- | ---------------------- | ------------------ |
| ppłk    | Stanisław Turski | VII – VIII 1921        |                    |
| mjr     | Leparski         | od IX 1921 – X 1922    |                    |

## Struktura organizacyjna
| Ordre de Bataille 12 batalionu celnego w Stryju na dzień 1 lipca 1921   | Ordre de Bataille 12 batalionu celnego w Stryju na dzień 1 lipca 1921 | Ordre de Bataille 12 batalionu celnego w Stryju na dzień 1 lipca 1921 | Ordre de Bataille 12 batalionu celnego w Stryju na dzień 1 lipca 1921 | Ordre de Bataille 12 batalionu celnego w Stryju na dzień 1 lipca 1921 |
| kompanie                                                                | 1. Oporzec                                                            | 2. Sianki                                                             | 3. Ludwikówka                                                         | 4. Świętosław                                                         |
| ----------------------------------------------------------------------- | --------------------------------------------------------------------- | --------------------------------------------------------------------- | --------------------------------------------------------------------- | --------------------------------------------------------------------- |
| dowódcy                                                                 | por. Witwicki                                                         | kpt. Niziński                                                         | por. Porucznik                                                        | por. Wiesel                                                           |
|                                                                         |                                                                       |                                                                       |                                                                       |                                                                       |
| placówki                                                                | Wyżłów                                                                | Libuchora                                                             | Seneczków                                                             | Klimiec                                                               |
| placówki                                                                | Beskid                                                                | Hnyła                                                                 | Wyszków                                                               | Iwaszkowce                                                            |
| placówki                                                                | Chaszczowanie                                                         | Husne                                                                 | Świeca Klausa                                                         | Żupanie                                                               |
| placówki                                                                | Jelenkowate                                                           | Bukowiec                                                              | Beskid Klausa                                                         |                                                                       |
| placówki                                                                | Różanka                                                               |                                                                       | Osmołoda                                                              |                                                                       |
| placówki                                                                | Mosty kolejowe                                                        |                                                                       |                                                                       |                                                                       |
| Ordre de Bataille 12 batalionu celnego w Stryju na dzień 1 grudnia 1921 |                                                                       |                                                                       |                                                                       |                                                                       |
| kompanie                                                                | 1. Ludwikówka                                                         | 2. Tucholka                                                           | 3. Sianki                                                             | 4. Ławoczne                                                           |
| dowódcy                                                                 | por. Witwicki                                                         | kpt. Niziński                                                         | por. Porucznik                                                        | kpt. Kaczkowski                                                       |
|                                                                         |                                                                       |                                                                       |                                                                       |                                                                       |
| placówki                                                                | Seneczków                                                             | Żupanie                                                               | Hnyła                                                                 | Beskid                                                                |
| placówki                                                                | Beskid Klauza                                                         | Klimiec                                                               | Libuchora                                                             | Jelenkowate                                                           |
| placówki                                                                | Świeca Klauza                                                         | Iwaszkowce                                                            | Bukowiec                                                              | Chaszczowanie                                                         |
| placówki                                                                | Osmołoda                                                              | Krywka                                                                |                                                                       | Wyżłów                                                                |
| placówki                                                                | Wyszków                                                               | Husne                                                                 |                                                                       |                                                                       |
| OdeB 12 batalionu celnego w Rubieżewiczach na dzień 1 października 1922 |                                                                       |                                                                       |                                                                       |                                                                       |
| kompanie                                                                | 1. Wołma                                                              | 2. Rubieżewicze                                                       | 3. Rubieżewicze                                                       | 4. Suła                                                               |
| dowódcy                                                                 | por. Witwicki                                                         | kpt. Szhenk                                                           | por. Porucznik                                                        | kpt. Solecki                                                          |
|                                                                         |                                                                       |                                                                       |                                                                       |                                                                       |
| placówki                                                                | Szczepki                                                              | Różanka                                                               |                                                                       | Basmany                                                               |
| placówki                                                                | Zajówka                                                               | Zichacze                                                              |                                                                       | Nowy dom                                                              |
| placówki                                                                | Wołma                                                                 | Rubieżewicze                                                          |                                                                       | Bardzie                                                               |
| placówki                                                                | Jachimowo                                                             | Mikolicze                                                             |                                                                       | Dubowo                                                                |
| placówki                                                                | Morgi                                                                 | Nowy dom                                                              |                                                                       |                                                                       |